# Lola Karimova-Tillyaeva
Lola Karimova-Tillyaeva (en russe : Лола Каримова-Тилляева), ou Lola Tillyaeva, est une diplomate, philanthrope, femme d'affaires et dirigeante sportive ouzbèke, née Lola Karimova le 3 juillet 1978 à Tachkent.
Elle est la fille cadette de l'ancien président ouzbek Islam Karimov et donc la sœur de Gulnora Karimova.

## Biographie
Lola Karimova est née en 1978 dans l'Ouzbékistan soviétique, alors que son père, Islam Karimov, était un important membre local du Parti communiste de l'Union soviétique. Après l'indépendance de l'Ouzbékistan, dont son père devient le premier président, elle fait des études de droit international à l'Université de l'économie mondiale et de la diplomatie de Tachkent puis de psychologie à l'Université nationale d'Ouzbékistan,.
En 2005, elle devient la première présidente de la Fédération ouzbèke de gymnastique, ce qui lui vaut ensuite, en décembre 2010, d'être élue présidente honoraire de l'Union asiatique de gymnastique en raison de sa contribution au développement et à la promotion de ce sport sur le continent.
En janvier 2008, elle est nommée déléguée permanente de l'Ouzbékistan à l'Unesco. Cette fonction prend fin en février 2018.
En mai 2011, Lola Karimova-Tillyaeva attaque en justice le site français Rue89 pour diffamation de son père Islam Karimov, notamment pour l'avoir qualifiée de « fille de dictateur ». Fin juin 2011, la 17e chambre correctionnelle du tribunal de grande instance de Paris relaxe Rue89.
En 2017, elle et son mari participent à la production de Ulugh Beg: Through Hardships to the Stars, un documentaire sur le prince, mathématicien et astronome Ulugh Beg.

### Vie privée
Lola Karimova-Tillyaeva est marié avec l'homme d'affaires Timur Tillyaev, avec lequel elle a eu deux filles et un fils.

## Richesse et intérêts économiques
Son mari, Timur Tillyaev, est un homme d'affaires. Lola Karimova-Tillyaeva a elle-même des intérêts dans la société Abu Sahiy Nur, qui s'occupe de l'importation de marchandises chinoises. Elle a créé une marque de parfums, The Harmonist.
Lola Karimova-Tillyaeva possède des résidences en Suisse, estimées à plusieurs millions de dollars, dont une propriété à Genève acquise en 2010 pour 41 millions de dollars. Elle aurait également acheté en 2013 une villa de 58 millions de dollars à Beverly Hills,.
En 2011, le magazine Bilan la liste parmi les 300 résidents les plus riches de Suisse. À cette date, Bilan estime la richesse combinée de Lola Karimova-Tilyaeva et de sa sœur Gulnora Karimova à plus d'un milliard de dollars.
Elle s'est plainte des affirmations du magazine suisse, clamant que les informations données par la publication sont bien au-delà de la réalité de sa richesse. En 2013, Bilan estime la richesse de Lola Karimova-Tillyaeva et de son mari dans une fourchette entre 100 et 200 millions de dollars.
En 2017, le réseau European Investigative Collaborations et le site Mediapart révèlent que Karimova-Tillyaeva détient plus de 127 millions d'euros dans des comptes offshores en Suisse et aux Émirats arabes unis.

## Philanthropie
Lola Karimova-Tillyaeva dirige trois associations caritatives en Ouzbékistan.
Elle crée la Fondation You are Not Alone en 2002 pour aider les orphelins dans son pays ainsi que les parents sans protection parentale,. Puis, en 2004, elle fonde le Centre national pour l'adaptation sociale des enfants, qui procure une assistance médicale et éducative aux enfants handicapés. En 2016, après la mort de son père, elle et sa mère créent la Fondation Islam Karimov, dont l'objectif est de promouvoir la culture, l'histoire et la littérature ouzbeks aux niveaux national et international. La fondation attribue également des bourses d'études à de jeunes Ouzbeks souhaitant poursuivre leur cursus en Ouzbékistan ou à l'étranger. Elle prévoit également la création d'un musée consacré à Islam Karimov et la publication d'ouvrages sur le premier président ouzbek.